# Beketaten
Beketaten (tiếng Ai Cập: bꜣk.t-itn) là một công chúa Ai Cập cổ đại sống vào thời kỳ Vương triều thứ 18. Tên gọi của công chúa có nghĩa là "Người hầu gái của Aten".

## Thân thế
Beketaten chỉ được biết đến qua ngôi mộ Amarna 1 của Huya, tổng quản của vương hậu Tiye. Những dòng chữ khắc trên tường mộ nhiều lần gọi bà là "Con gái của Nhà vua, người được ông yêu, Beketaten". Không rõ tên của vị vua này. Ngoài ra, các công chúa con Pharaon Akhenaton và vương hậu Nefertiti cũng xuất hiện trong ngôi mộ này nhưng họ được nhắc kèm theo danh hiệu "sinh ra bởi Nefertiti" nên Beketaten không phải con của Akhenaton và Nefertiti.

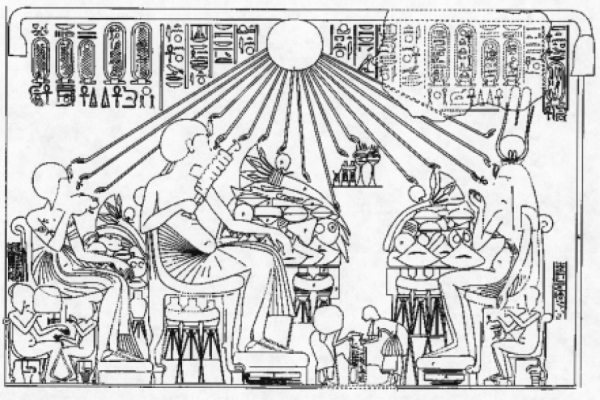
Phù điêu yến tiệc, Beketaten ngồi ở góc phải, bên dưới Tiye

Hình ảnh của Beketaten luôn xuất hiện cùng với vương hậu Tiye, là mẹ của Akhenaton. Trong một phù điêu, Beketaten đứng trước Tiye, và cả hai đối diện với Pharaon Amenhotep III. Điều này dường như khẳng định chắc chắn rằng, Beketaten là một người con gái của Amenhotep III và Tiye.
Trong một phù điêu mô tả cảnh yến tiệc của vương thất, Akhenaton và Nefertiti cùng hai người con gái ngồi đối diện với thái hậu Tiye và Beketaten; hay như trong một bức khác, Akhenaton đang dẫn mẹ bước vào một ngôi đền, theo sau Tiye là Beketaten. Ở tất cả các phù điêu, Beketaten đều được mô tả là một đứa bé, bím tóc để một bên đặc trưng cho trẻ em thời Ai Cập cổ đại. Điều này có nghĩa, Beketaten chào đời vào những năm cuối đời của Amenhotep III, hoặc cũng có thể là sau khi ông mất.
Tuy nhiên, Marc Gabolde lại xem Beketaten là con gái của Akhenaten với thứ phi Kiya. Một văn bản biên chép số lượng rượu vang vào năm Akhenaten thứ 13 có nhắc đến cái tên được cho là Beketaten, J. van Dijk cho rằng công chúa thừa kế tài sản của Kiya sau khi bà qua đời. Tuy nhiên, Aidan Dodson phủ định điều này vì tên người con gái của Kiya đều bị phá hủy ở mọi đền đài, không chứng thực được. Còn Joyce Tyldesley thì cho rằng, Beketaten có thể là tên khác của công chúa Nebetah, một người con hầu như không được nhắc đến nhiều của Amenhotep III và Tiye.

## Tên gọi

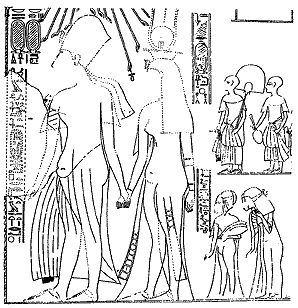
Akhenaten và Tiye, theo ngay sau Tiye là Beketaten

Một số nhà Ai Cập học cho rằng, Beketaten ban đầu mang tên là Beketamun, tương tự như Akhenaten vốn ban đầu có tên là Amenhotep (IV) trước khi ông chuyển từ thần Amun sang tôn thờ thần Aten.

## Xác ướp "Younger Lady"
Qua kết quả xét nghiệm DNA, xác ướp mang tên gọi Younger Lady đã được xác định là mẹ đẻ của Pharaon Tutankhamun, và người này cũng là chị em ruột với Akhenaten, tức Younger Lady cũng là con của Amenhotep III và Tiye. Beketaten, theo phỏng đoán, có thể là chủ nhân của xác ướp này và là mẹ của Tutankhamun.